# منتخب المكسيك لكأس ديفيز
منتخب المكسيك لكأس ديفيز (بالإسبانية: Equipo de Copa Davis de México)‏ هو ممثل المكسيك الرسمي في كرة المضرب في كأس ديفيز.